# Municipio de Chesterfield (Illinois)
El municipio de Chesterfield (en inglés: Chesterfield Township) es un municipio ubicado en el condado de Macoupin en el estado estadounidense de Illinois. En el año 2010 tenía una población de 855 habitantes y una densidad poblacional de 9,25 personas por km².

## Geografía
El municipio de Chesterfield se encuentra ubicado en las coordenadas 39°13′27″N 90°4′40″O / 39.22417, -90.07778. Según la Oficina del Censo de los Estados Unidos, el municipio tiene una superficie total de 92.46 km², de la cual 92,39 km² corresponden a tierra firme y (0,07 %) 0,06 km² es agua.

## Demografía
Según el censo de 2010, había 855 personas residiendo en el municipio de Chesterfield. La densidad de población era de 9,25 hab./km². De los 855 habitantes, el municipio de Chesterfield estaba compuesto por el 98,36 % blancos, el 0,7 % eran afroamericanos, el 0,23 % eran de otras razas y el 0,7 % eran de una mezcla de razas. Del total de la población el 0,47 % eran hispanos o latinos de cualquier raza.